# 神奈川県住宅供給公社
神奈川県住宅供給公社（かながわけんじゅうたく きょうきゅう こうしゃ）は、神奈川県横浜市中区に所在する地方住宅供給公社である。神奈川県および横浜市、川崎市が出資する。
県住宅供給公社として団地の開発・供給や老人ホームの運営を行っている。

## 沿革
- 1950年9月15日 - 神奈川県の出資により財団法人神奈川県住宅公社として設立[1]。
- 1950年11月 - 川崎市が出資参加[1]。
- 1952年3月 - 横浜市が出資参加[1]。
- 1966年6月30日 - 地方住宅供給公社法に基づき、神奈川県、横浜市、川崎市の出資により、設立団体（定款3条）を神奈川県とする神奈川県住宅供給公社に組織変更。出資比率（定款21条2項）は、神奈川県が50%(1500万円)、横浜市・川崎市が各25%(750万円)。[2]
- 2006年1月 - 神奈川県が公社の今後のあり方について「早期の民営化を目指す」こととし「今後の3年間」（2006～2008年度）に、「具体的な取組みを集中的に進め」、「遅くとも平成29年度までの民営化を目指す」という基本方針を決定する。[3]
- 2010年9月 - 公社の目指す方向性として「株式会社への移行」「2015年(平成27年)4月1日の民営化」に向けて取り組みを進めると表明する。[4]
- 2012年10月 - 2015年4月1日の株式会社化を断念し、2006年1月の「遅くとも平成29年度までの民営化を目指す」という方針に沿って課題に取り組むとした。[5]
- 2013年10月 - 神奈川県は、2006年1月の「住宅供給公社民営化の基本方針」を廃止。今後も地方住宅供給公社法に基づく法人として、経営の一層の効率化を図り、県からの財政的自立を進めていくとした。[6]

## 主な宅地

### 横浜市
- 磯子団地（磯子区汐見台）
- 上中里団地（磯子区上中里町）
- 下瀬谷団地（瀬谷区下瀬谷）
- ドリームハイツ（戸塚区、横浜ドリームランド跡地）- 県住宅供給公社分と横浜市営住宅が隣接する。
- 長津田団地（緑区長津田）
- 横浜若葉台団地 （旭区若葉台）
- 上郷西ヶ谷団地（栄区野七里）
- かがやきの街、ハーモニーヒルズやすらぎの街（都筑区加賀原）

### 県下
- 相武台団地（相模原市南区相武台団地）-  1967年（昭和42年）
- 辻堂団地（藤沢市辻堂西海岸）
- 厚木ニューシティ(厚木市森の里）- 1985年、三井ホームと開発
- 橘団地（小田原市小竹）
- 湯河原第3団地（湯河原町）- 湯河原第3賃貸住宅
- 二宮団地（二宮町）